# Orden Libertadores y Libertadoras de Venezuela
La Orden Libertadores y Libertadoras de Venezuela es una distinción de Venezuela creada el 6 de abril de 2010 bajo la presidencia de Hugo Chávez, mediante ley publicada en la Gaceta Oficial Extraordinaria número 5.990, 29 de julio de 2010, destinada para distinguir a los venezolanos, extranjeros, instituciones públicas o privadas que por sus méritos y servicios se hayan destacado en la lucha constante y una inagotable perseverancia a favor de las causas libertadoras y del medio ambiente, la autodeterminación de los pueblos, la consolidación de un mundo multipolar, multiétnico y pluricultural en contribución y beneficio de la patria o de la humanidad, aunque a grandes rasgos, en la actualidad se le conmemora casi exclusivamente a los partidarios del gobierno venezolano.
Esta orden rescata el espíritu de la Orden de los Libertadores, instituida por el Libertador Simón Bolívar en 1813, para honrar los talentos y virtudes de los militares venezolanos y granadinos que participaron en la Campaña Admirable.

## Descripción
La condecoración Orden Libertadores y Libertadoras de Venezuela comprende el collar, primera, segunda y tercera clase.
El collar y las distintas clases de la orden estarán conformadas por la venera, una estrella, la roseta, una barra y una miniatura, exceptuando la tercera clase, que no tendrá incluida la estrella.
Las características propias de los componentes de la orden serán desarrolladas en el reglamento respectivo.

## Derogación
Esta Orden Libertadores y Libertadoras de Venezuela deroga la Ley sobre Condecoración Orden del Libertador, sancionada el 29 de junio de 2006, publicada en la Gaceta Oficial número 38.569, del 22 de noviembre de 2006.

## Clases
- Primera clase, Espada Libertadores y Libertadoras de Venezuela.
- Segunda clase, Lanza Libertadores y Libertadoras de Venezuela.
- Tercera clase, Flecha Libertadores y Libertadoras de Venezuela.